# Nakin Wisetchat
Nakin Wisetchat (thailändisch นาคิน วิเศษชาติ, * 9. Juli 1999 in Ayutthaya), auch als Earth bekannt, ist ein thailändischer Fußballspieler.

## Karriere
Nakin Wisetchat unterschrieb seinen ersten Profivertrag 2019 bei Bangkok United. Der Verein aus der thailändischen Hauptstadt Bangkok spielte in der höchsten Liga des Landes, der Thai League. Nach Vertragsunterzeichnung wurde er die Saison 2019 an den Zweitligisten Army United ausgeliehen. Für Army absolvierte er 31 Spiele in der Thai League 2. Direkt im Anschluss wurde er an den ebenfalls in der zweiten Liga spielenden Ayutthaya United FC ausgeliehen. Für den Klub aus Ayutthaya stand er einmal in der zweiten Liga auf dem Spielfeld. Nach Ende der Ausleihe wurde er direkt im Anschluss an den ebenfalls in der zweiten Liga spielenden Chainat Hornbill FC verliehen. Für den Zweitligisten aus Chai NatChainat absolvierte er neun Zweitligaspiele. Nach der Ausleihe kehrte er Ende Mai zum Bangkok United zurück. Zur Rückrunde 2021/22 wechselte er Anfang Januar 2022 zum Ligakonkurrenten und amtierenden Meister BG Pathum United FC. Am 20. Mai 2023 stand BG im Endspiel des Thai League Cup. Das Finale wurde gegen Buriram United mit 2:0 verloren. Nach zehn Ligaspielen wechselte er im Sommer 2023 zum Ligakonkurrenten Port FC. Nachdem er bei Port in der ersten Liga nicht zum Einsatz gekommen war, wechselte er Anfang Januar 2024 auf Leihbasis nach Chiangmai zum Zweitligisten Chiangmai FC. Am Ende der Saison 2023/24 belegte er mit dem Klub den vierten Tabellenplatz und qualifizierte sich somit für die Aufstiegsspiele zur ersten Liga. Hier konnte man sich jedoch nicht durchsetzen. Nach sieben Ligaspielen wechselte er im Sommer 2024 ebenfalls per Ausleihe zum Erstligisten Nakhon Pathom United FC. Am Ende der Saison 2024/25 belegte er mit Nakhon Pathom den vorletzten Tabellenplatz und musste somit in die zweite Liga absteigen. Nach der Ausleihe kehrte er im Sommer 2025 zum Port FC zurück.

## Erfolge
BG Pathum United FC
- Thailändischer Vizemeister: 2021/22
- Thailändischer Ligapokalfinalist: 2022/23